# Tatemacu Midori
Tatemacu Midori, japánul: 立松 緑 (?, 1988. május 28. –) japán heavy metál zenész és fitneszversenyző. Leginkább a Lovebites nevű, kizárólag nőkből álló zenekar gitárosaként ismert a 2016-os megalakulásuk óta. Korábban, 2013 és 2016 között a Gekijo Metalicche nevű, csak nőkből álló együttesben játszott. Midori 2021 novemberében, a Lovebites tevékenységének szünetében kezdett súlyzós edzésbe, és azóta két ezüstérmet szerzett fitneszversenyeken.

## Fiatalkora
Midori két-három éves kora körül kezdett el zongorázni, nyolcévesen pedig elektromos orgonát tanulni. Kiotóba költözött, miután beiratkozott az egyetemre. Felhagyott mindkét hangszerrel, de 20 évesen gitározni kezdett Midori a Japán Musicians Institute- ban végzett Oszakában. Ott kezdett el gondolkodni azon, hogy profi zenész legyen. A zeneiskolában sokféle műfajt kedvelt és játszott, elsősorban a metál- és a technikai zenét. Fúvószenekarral együtt játszott először elektromos gitáron színpadon. Végül, miután különféle dolgokat kipróbált, úgy döntött, hogy szeretne egy metálbanda tagja lenni.

## Zenei karrier
Midori a kizárólag nőkből álló metálbanda, a Gekijo Metalicche (激情★めたりっちぇ)  tagjaként debütált professzionálisan. Az oszakai székhelyű trió 2013 júniusában alakult Yoshingwie Masamsteen zeneszerző javaslatára, aki Midori osztálytársa volt az MI Japanban. Rajongója volt a lánybandáknak, de mivel férfi volt, mondta Midorinak, hogy hozzon létre egy női együttest, és ő adja a zenét. Midori beleegyezett, és felvette Migaki Nishino énekest és Tsubasa "Zen" Zenta dobost az MI Japan kapcsolatai révén. Miután találkoztak Migakival, aki Midori szerint úgy nézett ki, mint az AKB48 tagja, és moe hangon énekelt, úgy döntöttek, hogy ezt a vokális és vizuális stílust metállal kombinálják. Takayuki Murakami ( Barks) Gekijo Metalicche zenéjét agresszív, heavy metálon alapuló hangzásként jellemezte, melyben death hangok és kiáltások szerepelnek, de az eredeti koncepcióban, amely ötvözi ezt loli hangokkal, technikás játékkal és olyan aranyos látványvilággal, mint a bálványok. Ezért gap moe- nak nevezték őket, utalva a bálványszerű megjelenés és az intenzív zeneiség közötti "szakadékra" vagy különbségre. Mivel ők japánok, "Zen" nem akarta az angolt használni a zenekar nevében, ezért van a kanji és a hiragana nyelv keveréke. A „metalicche”-t a „metál” aranyos nyelvi változata, Midori pedig hozzátette a „gekijo”-t, ami „szenvedélyt” jelent, Migaki pedig egy „★”-t akart hozzáadni.
A Gekijo Metalicche 2013. augusztus 1-jén tartotta első koncertjét, amely egyben első kislemezük, az "Imi no Hate/Sekai 'kan" megjelenési dátuma is volt. A banda második kislemeze, a „Hissatsu! Reversible", 2014. február 2-án jelent meg, majd 2014. szeptember 6-án követte az I Yassaaa minialbumot. 2015. február 11-én jelent meg a "Mirai Antai", harmadik kislemezük és utolsó kiadásuk egy indie kiadónál. A zenekar ezután aláírt egy szerződést a King Records kiadóval, és 2015. május 13-án kiadta első és egyetlen stúdióalbumát az Upgrade (Kari)t. Gekijo Metalicche 2016. február 12-én feloszlott, miután Midori és Tsubasa úgy döntöttek, hogy elhagyják az együttest.
Még ugyanebben az évben Midorit az újonnan alakult Lovebites heavy metal együttes tagjaként jelentették be. Már előtte ismerte Miho-t (basszusgitár), Haruna-t (dobos) és Miyako-t (gitáros), és négyen, az általa készített demó alapján Asami-t választották énekesnek. Első koncertjük 2016. november 18-án volt a Tsutaya O-Westben a Girls Band Next Generation rendezvény keretében. Debütáló EP-jük, a The Lovebites EP 2017 májusában jelent meg a Victor Entertainment gondozásában. Miho elmondta, hogy ez inkább egy demó lemez volt a banda leszerződtetésének érdekében, de a kiadónak annyira tetszett, hogy megfelelően hangszerelték és kiadták. Még abban az évben kiadták az Egyesült Királyságban és Észak-Amerikában is. Akkoriban Midori volt az egyetlen hivatalos gitáros a bandában. A támogató zenész, Miyako, 2017 augusztusában hivatalosan is csatlakozott az együtteshez, és októberben kiadták első teljes albumukat , az Awakening from Abysst. A Lovebites 2017. november végén játszotta első Japánon kívüli koncertjeit Londonban és 2018-ban elnyerte a Metal Hammer Golden Gods díjat a legjobb új zenekar kategóriában A következő két évben a zenekar egy EP-t és két stúdióalbumot adott ki, miközben továbbra is felléptek a tengerentúlon, köztük olyan nagy fesztiválokon, mint a Wacken Open Air, a Download Festival és a Graspop Metal Meeting. A harmadik lemezük Glory, Glory, to the World, kiadása után a Lovebites egy év szünetet tartott Miho 2021 augusztusi távozása és Fami 2022 októberi csatlakozása között Visszatérő albumuk, a 2023. februári Judgment Day lett az eddigi legmagasabb helyezést elérő lemezük, amikor az Oricon és a Billboard Japan listán is az 5. helyet érte el.
Midori zenét szerzett a 2020-as No Straight Roads videojátékhoz.

## Zenei képességek

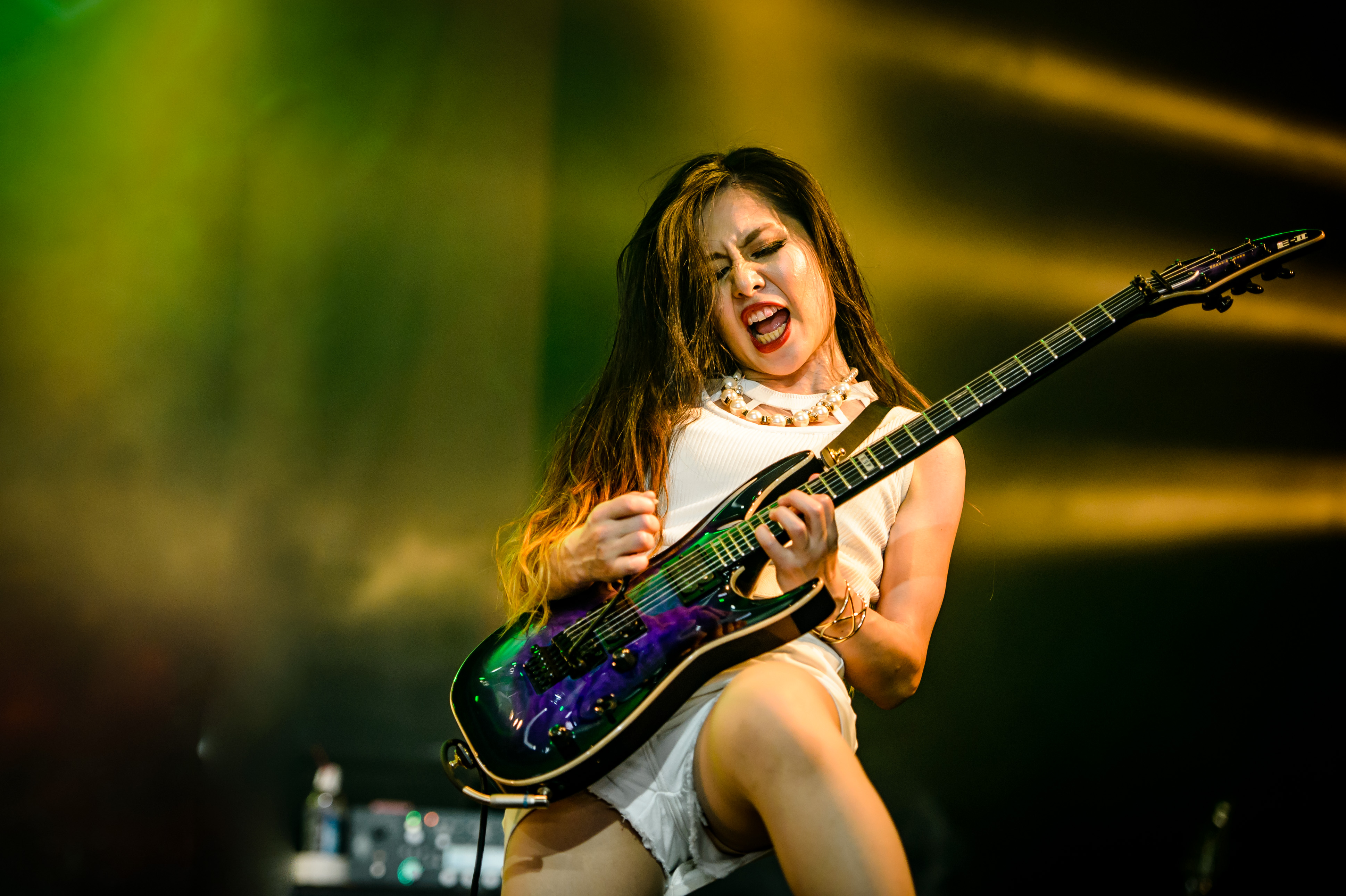
Midori a technikai gitározásáról ismert

Midori ismert technikai jártasságáról és különféle technikák használatáról gitárjátékában, mint például legato, string skipping, sweep picking, tapping, a nyolcujjas tapping és a tremoló karok használata. Andrew Daly, a Guitar World munkatársa azt írta, hogy "Úgy tűnik, hogy a gitárhős státusz magától értetődő volt Tatematsu számára, akinek az alternate picking és a neoklasszikus arpeggiók bravúrjai rendszeresen elképesztőek." E változatosság miatt maga Midori is úgy érzi, hogy nincs jól körülhatárolható személyes stílusa. „Azonban, ha megkérdezik, hogy érdekel-e ez engem, akkor a válaszom hogy egyáltalán nem (nevet). Alapvetően mindig gitározom, miközben arra gondolok: „Remélem, sikerül olyan szólót szerezni, amely illik a dalhoz, vagy valami érdekeset tudok csinálni.” Midori azt mondta, hogy tisztában van azzal, hogy érzelmekkel az arcán játszik, és ez meg is látszik az arckifejezésein, amit nem sok női gitárostól láthatunk. A színpadon mutatott jelenléte és mozgékonysága, valamint a közönséggel való interakciói miatt Miyako "szuperagresszívnek" nevezte Midorit, és önmaga teljesen ellentéteként jellemezte. Mindkét zenész egyetértett abban, hogy eltérő stílusaik vannak, ezért azt tudják biztosítani a zenekarnak, ami a másikból hiányzik. Midorinak csak néhány dalban társszerző a Lovebites-ban, nevezetesen a " Dancing with the Devil ", a " Glory to the World " és a " We Are the Resurrection ". Mivel azonban beszél angolul, segít megírni a dalszövegeket, amelyeket általában japánul írnak, mielőtt angolra fordítanák. Mindig saját maga írja a gitárszólóit. Midori úgy mondja, hogy ő játssza a Lovebites "villanós és agresszív" gitárszólóit, míg Miyako a "lassabb, dallamosabb" gitárszólókat. "Inkább szeretem a furcsa és ütős szólókat, mint a klasszikus pentaton szólókat", "olyan kifejezéseket szeretnék játszani, amelyek a gitáros gyerekeket arra késztetik, hogy  megkérdezzék "Mi ez?"
Midori a heavy metál zene iránt a Galneryus és a visual kei metál bandák, például a Deluhi heavy metál zenéjének hatására kezdett érdeklődni. Később azt mondta: "Minél többet gitároztam, annál inkább kezdtem azt gondolni, hogy technikailag nehezebb és összetettebb zenét szeretnék játszani, ezért áttértem a metálra." Ezeknek a bandáknak a gyökereit a nyugati metál zenében kezdte keresni, és a magazinokban szereplő gitárosokat tanulmányozta. Midori Galneryus Syu-ját említette mint kedvenc gitárosát, és azt mondta, hogy egyedülálló japán játékstílusa van. Kiko Loureiro, Nuno Bettencourt és Yngwie Malmsteen gitárosok azok akik a legnagyobb hatással vannak rá. Loureiro a sokféle lick-ért és a brazil fúziós árnyalatokért, Bettencourt a ritmusérzékéért és a szólóépítés módjáért, Malmsteen pedig a vibratójáért.

## Felszerelés
A Midori szinte kizárólag ESP gitárokat használ, főleg E-II Horizonst Floyd Rosesszal. Elmagyarázta: "a magas bundokkal könnyű játszani, és a gitár egyensúlya jó, így megfelel a játékstílusomnak." Két különböző színűt használ, mindegyiket más-más hangolással. A Reindeer Blue steppelt juhar felső és Seymour Duncan hangszedő lila fényezést kapott; egy SH-1n '59 elöl és egy SH-15 Alternative 8 hátul. A fekete E-II Horizon majdnem ugyanaz, de egy Seymour Duncan Sentient hangszedő van az elején, és D- hangolásban tartják. A Gekijo Metalicche-ben és a korai Lovebites-ben fehér ESP E-II FRX-et használt. 2019-ben Midori együttműködött az ESP Guitar Craft Academies-vel Tokióban, Nagoyában, Oszakában és Sendaiban, hogy elkészítsen egy-egy gitárt. Azóta kettőt használt élőben; az egyik az ESP Arrow alakzaton alapul, a másik pedig az ESP Ultratone és a Snapper kombinációja. Az utóbbiról, amely az egyetlen szinkronizált tremoló gitárja, Midori azt mondta: "Ez egy sokoldalú gitár sok vezérlővel, amely sokféle hangot képes kiadni, de megőrzi a hangja teltségét."
Midorinak saját jelölésű ESP pengetőket használ, és a Lamanta egyedi gitárszíjait használja. Erősítéshez főként egy Kemper Profiling Power Rack-et használ, amely lehetővé teszi számára, hogy a tényleges forrásból felvett különféle erősítőket reprodukálja úgy, ahogy egy USB-n előre be van állítva. Marshall 1960BV hangládát használ. Midorinak csak egy Kemper Profiler Remote van a lábánál. A gitár technikusának is van egy, aki a színpadon kívül is tudja irányítani a Kempert; „Ezért tudok a játékra és az előadásra koncentrálni. Ezenkívül egyes dalokban harmonizátorokat használunk, de a Kemper lehetővé teszi, hogy részletes beállításokat végezzek, és tisztábban harmonizáljuk őket."

## Fitness karrier
2021 augusztusában a Lovebites ideiglenesen felfüggesztette minden tevékenységét, amíg új basszusgitárost kerestek. Midori még novemberben kezdett súlyzózni. Mindig is csodálta a sportolók testi szépségét, de miután látta Shanique Grant videóit a YouTube -on, úgy döntött, hogy "meglátom, meddig mehetek el".  Bár a hangsúly az izmokon van, a zenész elmondta, hogy számos más dolgot is megtanul, hogy formában maradjon a további koncertezéshez. 2023 augusztusában Midori elmondta, hogy napi másfél-két és fél órát edz, heti három-öt naponta, testrésztől függően.  Egész évben zsírszegény diétát követ, de mivel nem nagyon tudja metabolizálni a szénhidrátokat, néhány nap ketogén diétát alkalmaz, mikor megduzzad az alsó teste. 
Midori a Japán Testépítő és Fitnesz Szövetség Japán Testépítés és Fitnesz Szövetség által szervezett bikini fitnesz versenyeken vesz részt (JBBF), amely a Testépítés és Fitnesz Nemzetközi Szövetségének ága. Első versenyén 2022. július 3-án hatodik lett a 40 év alatti bikini fitnesz osztályban az 5th Muscle Fest Yokohama Open 2022-n. A 158 cm alattiak között a hatodik helyet is megszerezte a 7. Kanto Bikini Fitness Bajnokságon 2022. augusztus 6-án Midori első érmét a 2022. október 30-án elért második helyezésért kapta a body fitness kategóriában a 14. Kita-ku Open Bodybuilding Fitness Tournamenten 2023. július 2-án ötödik helyezést ért el a 158 cm alattiak között a  2023-as Kelet-Japán Fitness Bajnokságán. Második ezüstérmét a 158 cm alattiak között szerezte az 58. Tokiói Testépítő Bajnokságon 2023. július 16-án.  Midori 2023. augusztus 6-án a 34. Japan Nyílt Bajnokság body fitness kategóriájában negyedik helyezést ért el

## Lemezek

### Lovebites
- Awakening from Abyss (2017)
- Clockwork Immortality (2018)
- Electric Pentagram (2020)
- Judgement Day (2023)

### Gekijo Metalicche
- "Imi no Hate/Sekai 'kan'" (意味の果て／世界「観」?, ’August 1, 2013’)
- "Hissatsu! Reversible" (必殺!リバーシブル?, ’February 2, 2014’)
- I Yassaaa (September 6, 2014)
- "Mirai Antai" (未来安泰?, ’February 11, 2015’)
- Upgrade (Kari) (あっぷぐれーど（仮）?, ’May 13, 2015’)

## Fordítás
Ez a szócikk részben vagy egészben  a   Midori Tatematsu című angol Wikipédia-szócikk ezen változatának fordításán alapul.  Az eredeti cikk szerkesztőit annak laptörténete sorolja fel. Ez a jelzés csupán a megfogalmazás eredetét és a szerzői jogokat jelzi, nem szolgál a cikkben szereplő információk forrásmegjelöléseként.